# Sudanesische Luftwaffe
Die sudanesische Luftwaffe (arabisch القوّات الجوّيّة السودانيّة) ist die Luftwaffe der Republik Sudan. Als solche gehört sie zu den sudanesischen Streitkräften.

## Geschichte
Die sudanesische Luftwaffe wurde unmittelbar nach der Unabhängigkeit des Sudan vom Vereinigten Königreich im Jahr 1956 gegründet. Die britische Unterstützung umfasste den Aufbau der Luftwaffe sowie die Bereitstellung von Ausrüstung und Ausbildung. 1958 erwarb die Luftwaffe ihr erstes Flugzeug, ein leichtes Transportflugzeug des Typs Percival Pembroke.
Im Jahr 1962 erhielt die sudanesische Luftwaffe ihre ersten Kampfflugzeuge mit 12 BAC Jet Provosts zur Luftnahunterstützung. In den 1960er Jahren begannen sowohl die Sowjetunion als auch China, Flugzeuge an den Sudan zu liefern, zum Beispiel Shenyang J-5 (ein chinesischer MiG-17-Lizenzbau).

## Luftfahrzeuge
Die Luftwaffe des Sudan setzt eine Mischung aus Transportflugzeugen, Kampfjets und Hubschraubern ein. Diese werden aus verschiedenen Ländern wie der Europäischen Union, Russland, China und den Vereinigten Staaten bezogen. Allerdings sind nicht alle Flugzeuge voll funktionsfähig, und die Verfügbarkeit von Ersatzteilen ist begrenzt.
Im Jahr 1991 befanden sich die beiden wichtigsten Luftwaffenstützpunkte in der Hauptstadt Khartum und in Wadi Sayyidna bei Omdurman.
Der Sudan hat erfolgreich zwei Lose von je 12 russischen Kampfjets des Typs MiG-29 gekauft, von denen 23 im aktiven Dienst stehen. Es gibt Berichte über den Abschuss einer MiG-29 durch eine aufständische Bewegung sowie durch den Südsudan während eines Grenzkonflikts.
Im Jahr 2011 wurden in Darfur Flugzeuge dokumentiert, die möglicherweise gegen Resolutionen des UN-Sicherheitsrats verstoßen haben. Es wurden Suchoi Su-25 Bodenangriffsflugzeuge, Mi-17 Transporthubschrauber und Mi-24 Angriffshubschrauber identifiziert.
Es wurden auch Bilder von Su-24 Flugzeugen in sudanesischen Farben veröffentlicht, die angeblich aus der belarussischen Luftwaffe stammen. Die sudanesische Luftwaffe verwendet auch iranische Drohnen wie die Ghods Ababil, wie in verschiedenen Berichten erwähnt wurde.

## Aktueller Bestand

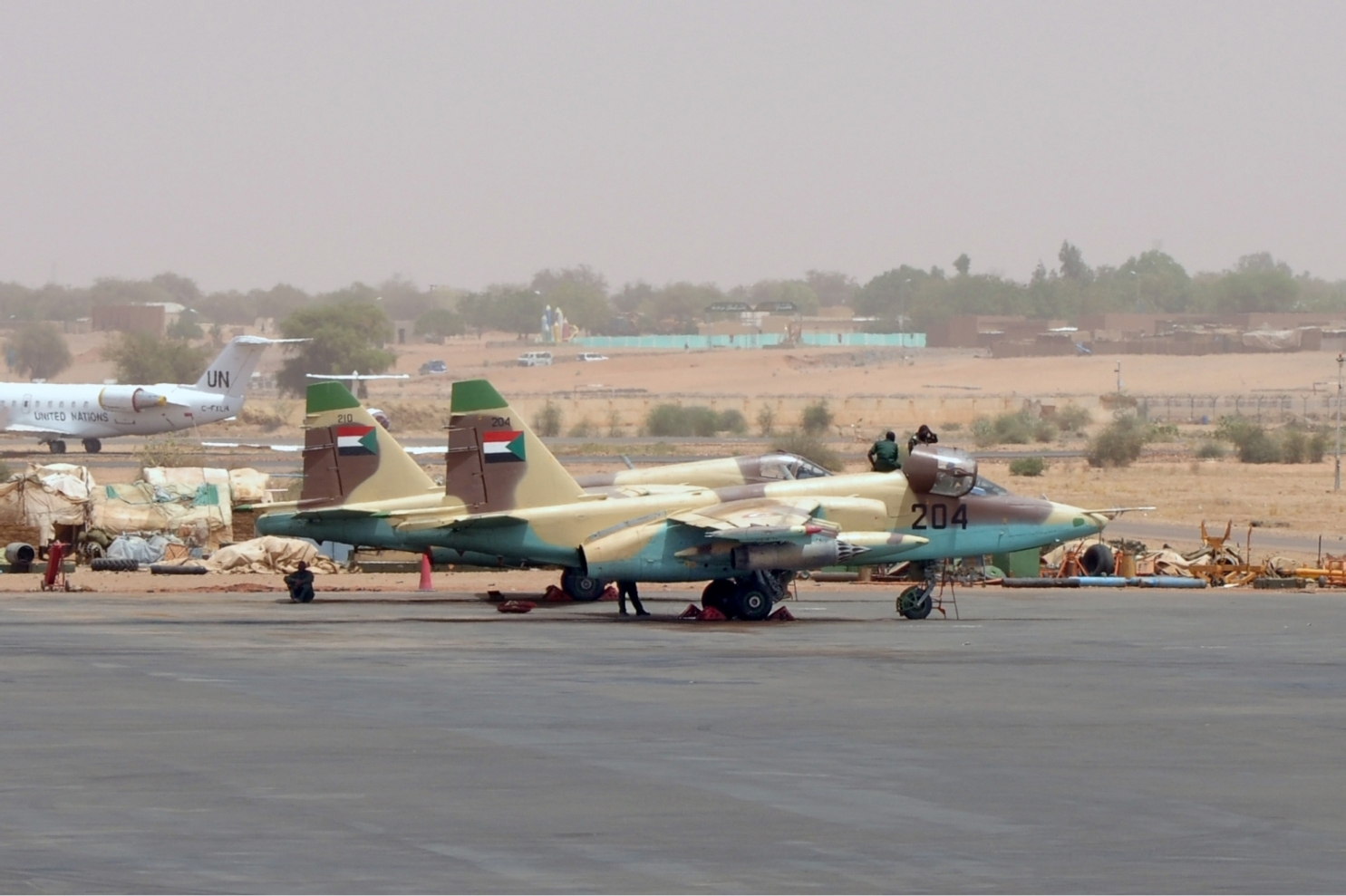
Suchoi Su-25 der sudanesischen Luftwaffe

Der aktuelle Bestand der sudanesischen Luftwaffe umfasst im Jahr 2023:
- Kampfflugzeuge:
  - Nanchang Q-5: 20 im Einsatz.
  - Shenyang J-6: 8 im Einsatz.
  - Chengdu J-7: 20 im Einsatz.
  - MiG-21: 4 im Einsatz.
  - MiG-23: 3 im Einsatz.
  - MiG-29: 10 im Einsatz.

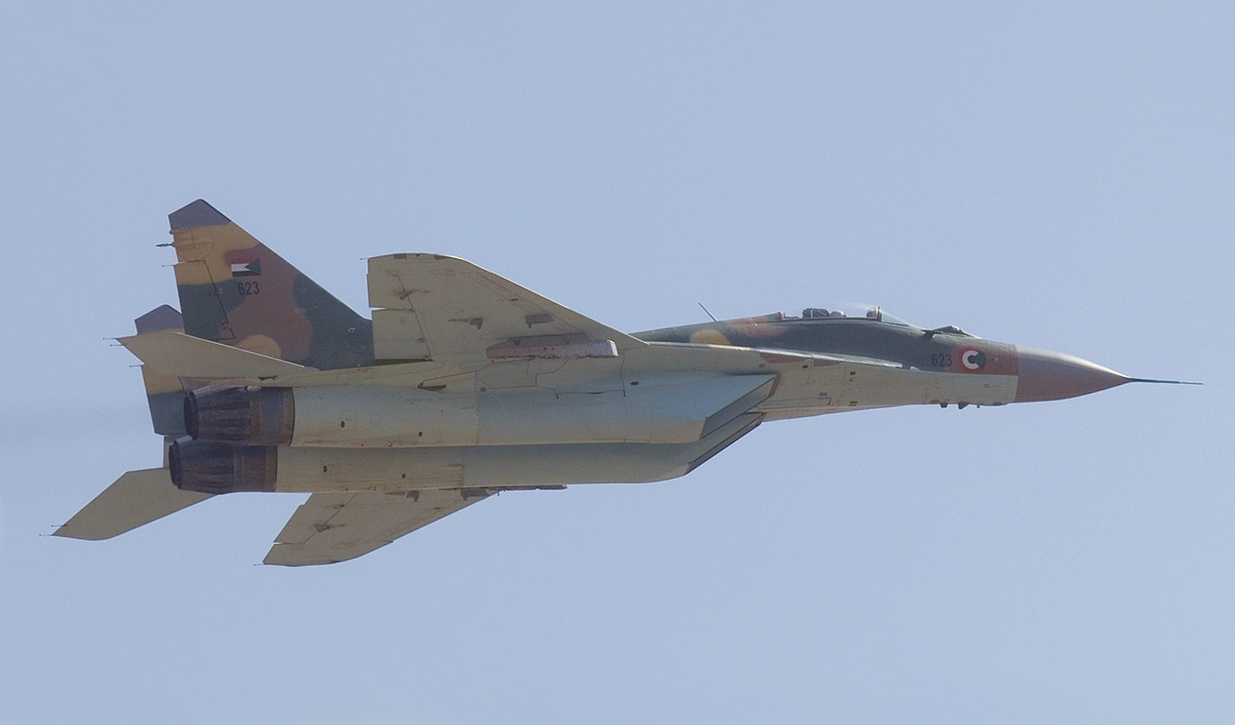
MiG-29 der sudanesischen Luftwaffe

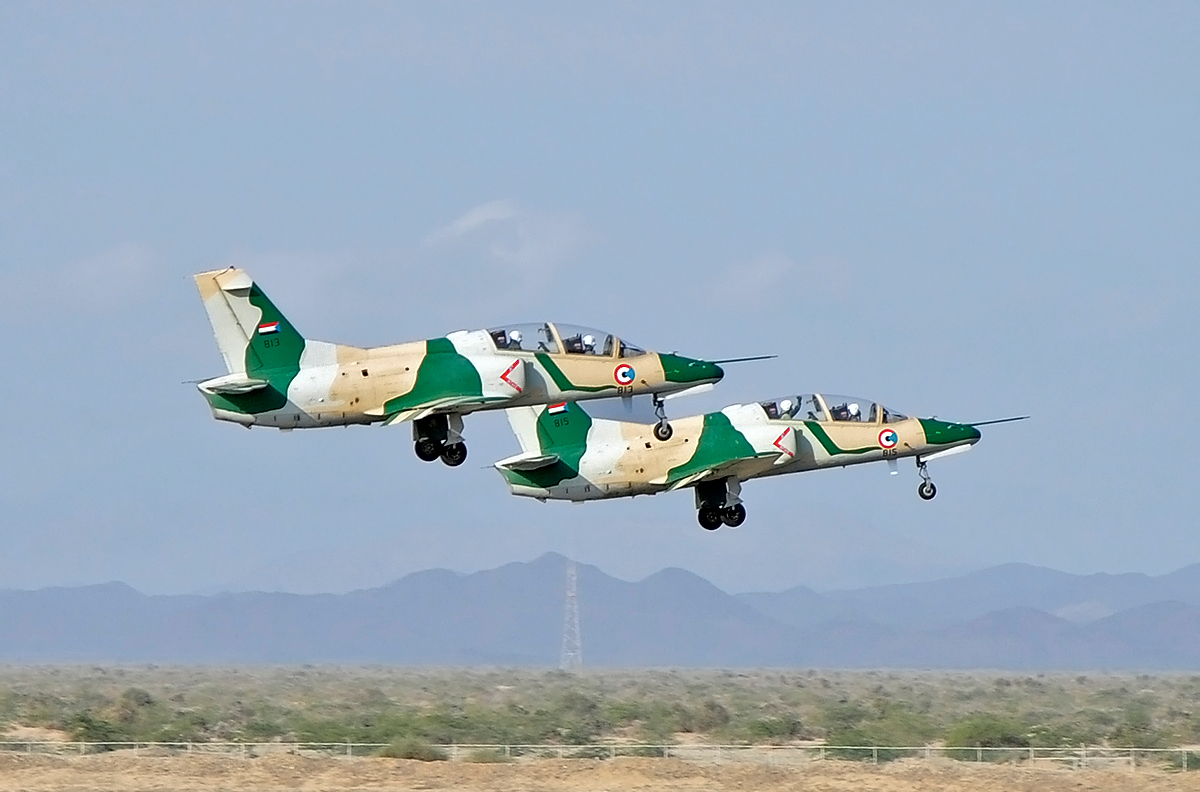
K-8-Maschinen der sudanesischen Luftwaffe beim Start vom Flughafen Port Sudan

  - Suchoi Su-24: 3 im Einsatz, 1 wurde im Sudan-Konflikt 2025 zerstört. Von Belarus geliefert seit 2013.
  - Suchoi Su-25: 14 im Einsatz, 3 wurden im Sudankonflikt 2023 zerstört.

- Transportflugzeuge:
  - Antonow An-12: 10 im Einsatz, 4 wurden im Sudan-Konflikt 2023 zerstört.
  - Antonow An-26: 4 im Einsatz, 3 wurden im Sudan-Konflikt 2023 zerstört und 1 beschädigt.
  - Antonow An-30: 8 im Einsatz.
  - C-130 Hercules: 1 im Einsatz.
  - DHC-5 Buffalo: 1 im Einsatz.
  - Iljuschin Il-76: 1 im Einsatz.

- Kampfhubschrauber:
  - Bell 205: 2 im Einsatz.
  - Bell 212: 3 im Einsatz.
  - Mil Mi-8: 24 im Einsatz, 6 wurden im Sudankonflikt 2023 zerstört und 2 beschädigt.
  - Mil Mi-24: 43 im Einsatz.

- Trainingsflugzeuge:
  - Guizhou JL-9: 6 im Einsatz, 2 wurden im Sudan-Konflikt 2023 zerstört und 1 beschädigt.
  - Hongdu JL-8: 5 im Einsatz.
  - MiG-29: 2 im Einsatz als Düsen-Trainingsflugzeuge (Mig-29UB, Hecknummer 606 & 604).

Frühere bemerkenswerte Flugzeuge, die ausgeschieden sind, umfassen den BAC Jet Provost, die Douglas C-47, die MBB Bo 105 und den Agusta-Bell 212 Hubschrauber.

## Bewaffnung
Die Bewaffnung umfasst:
- Raketen:
  - Luft-Luft-Raketen:
    - R-77: Herkunft Russland, BVR-Typ, im Einsatz.
    - R-73: Herkunft Russland, Kurzstrecken-Typ, im Einsatz.
    - R-27: Herkunft Russland, BVR-Typ, im Einsatz.
    - K-13: Herkunft Russland, Kurzstrecken-Typ, im Einsatz.
    - PL-8: Herkunft China, Kurzstrecken-Lenkflugkörper, 40 im Einsatz.

- Luftverteidigungswaffen:
  - Flugabwehrkanonen:
    - ZPU: Herkunft Sowjetunion, über 3200 im Einsatz (verschiedene Varianten).
    - AZP S-60: Herkunft Sowjetunion, über 100 im Einsatz (S-60 und Typ 59).
    - KS-19: Herkunft Sowjetunion, rund 40 im Einsatz (Status unbekannt).
    - M163 VADS: Herkunft Vereinigte Staaten, 8 im Einsatz.

  - Tragbare Boden-Luft-Raketenwerfer:
    - 9K32 Strela-2: Herkunft Sowjetunion, über 400 im Einsatz.
    - FN-6: Herkunft China, 200 im Einsatz.
    - FIM-43 Redeye: Herkunft Vereinigte Staaten, 125 im Einsatz.
    - QW-2: Herkunft China, 200 im Einsatz (Sudan betreibt QW-1/2).

  - Flugabwehrraketen-Systeme:
    - S-75: Herkunft Sowjetunion, rund 90 Trägerraketen im Einsatz (Sudan betreibt S-75 und chinesische HQ-2).
    - 9K33 OSA: Herkunft Sowjetunion, unbekannte Anzahl im Einsatz.
    - HQ-64: Herkunft China, HQ-6-System, Anzahl unbekannt.
    - HQ-16: Herkunft China, Boden-Luft-Rakete, Status unbekannt.

## Zwischenfälle
Am 4. April 2001 verunglückte eine Antonow An-26 der Sudanesischen Luftwaffe (Kennzeichen unbekannt) beim Start in Adaril während eines Sandsturms. Dabei kamen 14 der 30 Insassen ums Leben, darunter hochrangige Offiziere.